# Městské opevnění (Bělehrad)

Městské opevnění v roce 1760 na historické mapě.

Městské opevnění v Bělehradě oddělovalo původní středověké (a raně novověké město) od okolní krajiny a zajišťovalo jeho bezpečnost před případnými nájezdy. Opevněné město bývalo nazýváno jako šanac nebo také Prinz-eugenova linie.
V dějinách města byl hlavním opevněným bodem především Kalemegdan, pevnost nacházející se na soutoku Dunaje a Sávy v samotném středu metropole. Opevnění existovalo pro dolní i horní pevnost (do současné doby se dochovala pouze pevnost horní). Samotné město, které se rozkládalo nicméně dále od pevnosti bylo také obehnáno hradbami. Chráněna byla především oblast dnešního tzv. dunajského amfiteátru, tedy současný Dorćol a dále část přiléhající k sávskému břehu. Jednalo se o oblasti, které byly do značné míry obývány tureckým obyvatelstvem, zatímco předměstí slovanské (srbské) se nacházelo částečně již za hradbami.
Hradby jsou zaznamenány na mapě prvního vojenského mapování z konce 18. století i vojenského mapování druhého z poloviny 19. století. Procházely přibližně (od sávského břehu k dunajskému) od dnešní ulice Kosančićev venac dále na východ v trase ulic Maršala Birjuzova a Obilićev venac. Poté pokračovaly prostorem dnešního Náměstí republiky (srbsky Trg republike) a Francouzskou ulicí k dunajskému břehu. 
Hradby překonávalo několik bran. Tzv. Městská brána (srbsky Varoš kapija) dala nakonec název i celé městské části. Mimo to zde existovaly další, např. Vidinská, Istanbulská nebo Temešvárská brána. 
Opevnění bylo v souvislosti s modernizací a rozšiřováním města celé zbořeno. Dodnes jej připomíná kromě místních názvů pouze vedení některých ulic, které kopíruje původní bastiony. Zásluhu na likvidaci původního opevnění měl Emilijan Josimović a jeho plán přestavby města z roku 1867, který počítal s přestavbou oblasti do několika promenád ale i zastavěním a odstraněním většiny původních opevnění. Práce byla později využita pro modernizaci a odstranění turecké podoby dalších měst v centrálním Srbsku.